# 비트매니아

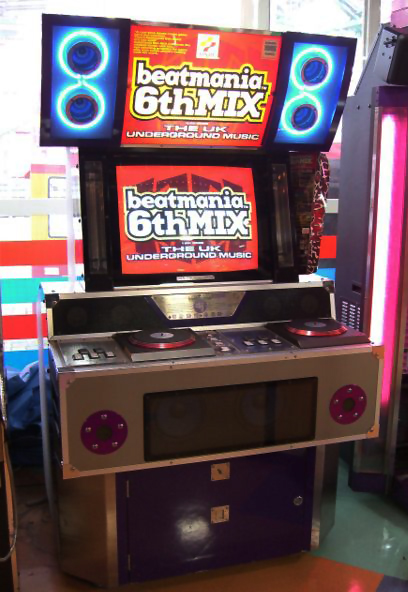
beatmania 6thMIX의 기체

《비트매니아》(beatmania, 일본어: ビートマニア)는 1997년 12월 일본의 코나미사에서 발매한 음악 게임 시리즈이다. 1997년 겨울 첫 시리즈가 발매된 뒤로 12개의 시리즈가 차례로 발매되었다. 2002년 여름, beatmania THE FINAL이 발매되면서 시리즈가 종료되었다. 후속 기종으로서 다양한 사운드 시스템을 채용하고 버튼을 2개 추가하여 난이도를 높인 비트매니아 IIDX 시리즈와, 초대 beatmania 시리즈의 그래픽과 사운드를 보강한 비트매니아 III시리즈가 있다. 또 beatmania의 줄임말인 BEMANI는 코나미의 음악 게임 제품을 총괄하는 명칭으로 자리잡았다.

## 게임 방법

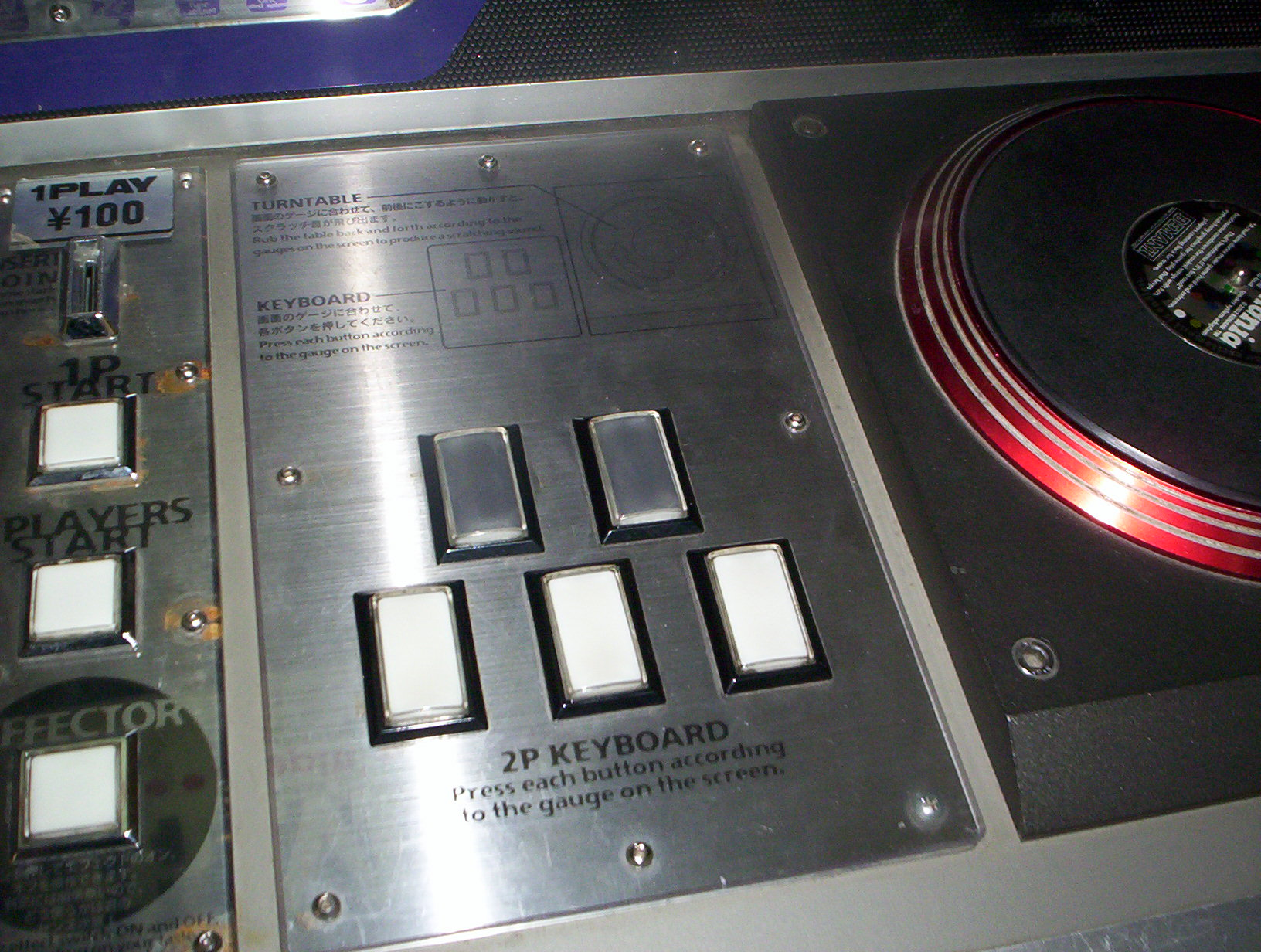
비트매니아의 컨트롤러

음악에 맞춰 화면에 표시되는 채보에 따라 5개의 건반과 턴테이블을 이용해 플레이한다. 조작을 잘 하면 화면 하단에 표시되는 그루브 게이지가 올라가는데, 곡이 끝났을 때 이 그루브 게이지가 일정량 이상이면 다음 스테이지로 넘어갈 수 있고 일정량 이하면 그 스테이지에서 게임이 끝난다. 도중에 게임 오버를 당했을 경우엔 1크레딧을 더 넣고 컨티뉴를 할 수 있다. 스테이지는 기계 설정에 따라 다른데, 최소 3스테이지에서 5스테이지까지 설정할 수 있다.
악보에 맞춰 정확히 연주할수록 더 좋은 판정을 얻는다. 판정은 JUST GREAT(반짝이는 GREAT), GREAT, GOOD, BAD, POOR의 5가지로 나뉜다. GOOD 이상은 그루브 게이지가 올라가고, BAD 이하는 그루브 게이지가 떨어진다. POOR의 경우엔 채보를 치지 못했을 경우와 채보가 없는 곳에서 조작했을 경우로 나뉘는데 두 경우 다 그루브 게이지는 떨어지지만 채보가 없는 곳에서 조작해서 나온 POOR는 콤보가 끊기지 않는다. JUST GREAT는 completeMIX 이후 시리즈에서 추가되었으며, 5thMIX의 경우 일부 모드에서는 JUST GREAT가 뜨지 않는다. 점수 체계는 일부 시리즈(3rdMIX 이전, completeMIX2, ClubMIX)를 제외하고 20만점 만점을 채택했다.

## 게임 모드
- PRACTICE(2nd-complete) : 조작법을 익히기 위한 모드이다. 모두 3스테이지로 구성되어있는데, 1스테이지에서 플레이 방법을 배운 후에 저난이도 곡을 2스테이지 플레이한다.
- EASY(3rd-complete), BASIC(4th-complete2), NORMAL(Club, CORE) : 저난이도 모드로, 보통 모드보다 낮은 난이도의 채보를 고를 수 있다. 6th 이후에는 저난이도 모드와 보통 모드가 통합되었다.
- NORMAL(-complete), HARD(4th-complete2, CORE), MANIAC(Club) : 고난이도 모드로 일부 곡에서는 더 어려운 채보인 ANOTHER을 고를 수 있다.
- NORMAL(6th-THE FINAL) : 보통의 플레이 모드로, 곡에 따라 NORMAL, HARD, ANOTHER 3개의 난이도 중 하나를 고를 수 있다.
- EXPERT(beatmania-) : 정해진 순서대로 플레이하는 모드. 게이지는 처음부터 꽉 찬 상태로 시작해서 노트를 틀릴 때마다 조금씩 깎여나가며 회복은 되지 않는다. completeMIX 이후 시리즈에서는 인터넷 랭킹도 이루어졌다.
- EXPERT+(6th-) : 게임의 최고난이도 곡으로 이루어진 10곡의 코스를 플레이하는 모드. 기본적인 플레이 방법은 EXPERT와 같지만, 게이지가 다 깎여도 바로 끝나지 않고 DANGER 상태가 된다. 이 DANGER 상태에서 곡을 클리어하면 다음 곡이 시작할 때 게이지가 1칸 회복된다.
- FREE(6th-) : 연습용 모드로, 보통 모드와 같은 플레이 방법이지만 스테이지를 클리어하지 못해도 다음 스테이지로 넘어갈 수 있다. 보통 모드보다 스테이지 수가 1개 적다.

### 게임 옵션
- BATTLE : 2인 플레이를 할 때에는 1P와 2P의 채보가 다르게 나오는데, 이 채보를 1인 플레이시의 채보로 통일시키는 옵션이다. 이 옵션을 걸면 2인 플레이 전용 곡이 있는 경우에도 1인 플레이시의 곡이 나온다. completeMIX2 이후의 작품에서는 기판 사양의 한계로 노트를 한 화면에 많이 표시할 수 없어서 BATTLE 플레이를 할 수 없는 곡도 있다. 이런 곡을 BATTLE이 걸린 상태에서 플레이하면 보통의 2인 플레이 채보가 등장한다.
- DOUBLE : 2인 플레이용의 컨트롤러로 혼자 플레이하는 모드. 초기에는 2인 플레이처럼 채보가 화면 왼편과 오른편으로 나뉘어 나왔지만, completeMIX2 이후에는 화면 중앙에 채보가 등장하는 IIDX-DOUBLE(CENTER DOUBLE)모드도 추가되었다. DOUBLE로 1인 플레이와 같은 모드를 고르기 위해서는 2크레딧을 넣어야 하며, 1크레딧을 넣으면 2스테이지에 게임 오버를 당해도 다음 스테이지로 넘어갈 수 있는 형태로 플레이할 수 있다.
- CENTER PLAY : completeMIX2 이후에 추가된 옵션으로, 1P의 턴테이블과 2P의 건반으로 기계 중앙에 서서 플레이할 수 있다.
- HIDDEN : 채보가 내려오던 도중 화면 중앙에서 사라지는 옵션이다.
- SUDDEN : 채보가 내려오던 도중 화면 중앙에서 등장하는 옵션이다.
- HIDDEN+SUDDEN : HIDDEN과 SUDDEN을 모두 건 경우로, 채보가 전혀 표시되지 않는다. 단, THE FINAL에서는 IIDX의 HIDDEN+SUDDEN과 같이 채보가 화면 중앙에서 잠깐 표시되는 옵션으로 바뀌었다.
- STEALTH : THE FINAL에서 이전 작품의 HIDDEN+SUDDEN 역할을 하는 옵션으로, 채보가 전혀 표시되지 않는다.
- HI-SPEED : 5thMIX 이후에서 추가된 옵션으로 채보가 내려오는 속도가 빨라지고 그에 따라 노트의 간격이 넓어진다. completeMIX2, ClubMIX에서는 2배, 3배, 4배의 3단계, CORE REMIX 이후 시리즈에서는 1.5배, 2배, 3배의 3단계로 단계를 고를 수 있다.
- MIRROR : 턴테이블을 제외한 채보의 배열이 좌우로 뒤집힌다. 예를 들어, 5번 라인에 나오던 노트가 1번 라인에서 나오게 된다.
- RANDOM : 턴테이블을 제외한 채보의 배열이 뒤섞인다.

### 특수한 노트
- 프리 존 (FREE ZONE) : 2ndMIX까지 등장한다. 프리 존 구간 내에서는 자유롭게 턴테이블의 조작을 할 수 있는데, 단 한번도 조작하지 않는다면 POOR가 되므로 반드시 1회는 조작해야 한다. 첫 작품에서는 프리 존 구간에서 GREAT를 얻을 방법이 없어서 곡마다 만점에 차이가 있었지만, 2ndMIX에서는 프리 존 구간 내에서도 스크래치 노트가 나와서 이 노트를 정확히 맞추면 GREAT를 얻을 수 있도록 바뀌었다. 3rdMIX부터 없어져 이후의 시리즈에는 단 한번도 등장하지 않지만, 미주 지역에서만 발매된 플레이스테이션 2판 beatmania US에서는 프리 스크래치 존이라는 이름으로 부활했다.
- 1회전 스크래치 : 7thMIX부터 THE FINAL까지 등장한다. 이 노트가 나오는 동안은 반드시 스크래치를 1회전시켜야 하는데, 반드시 처음에서 끝까지 입력할 필요는 없고 노트가 나오는 동안 1회전시키면 된다. 1회전에 가까우면 가까울 수록 높은 판정을 얻는다.

## 발매된 버전

### 아케이드용
- beatmania (1997년 12월)

비트매니아의 첫 작품으로, DJ BATTLE을 포함하여 모두 9곡이 수록되었다. 시리즈 중 유일하게 스토리가 있는데, 플레이어가 클럽의 새내기 DJ가 되어서 클럽의 분위기를 북돋워간다는 내용이다.
- beatmania 2ndMIX (1998년 3월)

첫 작품의 곡 8곡을 포함해 모두 21곡이 수록되었다. 혼자서 1P와 2P의 모든 버튼을 사용하는 DOUBLE, 채보가 화면 중간에서 사라지는 HIDDEN이 추가되었다. 대한민국 정식 수입판에서는 이 작품을 첫 작품으로 따져서 첫 작품의 로고를 사용했다. 한국판에서는 당시 일본문화 규제법에 의거해서 일본어 가창곡인 tokai가 삭제되었다.
- beatmania 3rdMIX (1998년 9월)

신곡과 가정용 YebisuMIX의 수록곡, 2ndMIX의 곡 8곡으로 모두 24곡이 수록된 버전. 처음으로 콤보 시스템, BATTLE, MIRROR가 추가되었다. 또한 EXPERT 모드의 서바이벌 게이지와 숨겨진 고난이도 채보인 어나더가 도입되었다. 비마니 브랜드가 최초로 만들어졌다. 또한 턴테이블이나 화면 등을 작게 만든 소형 기체가 발매되었다. 한국판에서는 원래 일어 가창곡인 Believe Again ~hyper mega mix~(J-Dance Pop)와 Luv to me(Eurobeat)가 completeMIX에 수록된 영어 가창판으로 바뀌어 있으며, 다른 일어 가창곡인 Find Out(Soul)와 Believe Again(80's J-Pop)는 삭제되었다.
- beatmania completeMIX (1999년 1월)

3rdMIX까지의 모든 곡과 구곡의 영어 버전, 다른 비마니 게임에서 이식된 곡 등 추가곡 4곡을 수록한 합본 성격의 버전이다. 빛나는 GREAT가 이 작품에서 최초로 도입되었고, 선곡 화면이 장르뿐만 아니라 제목도 표시되는 형식으로 바뀌었다. 또한 시리즈 최초로 인터넷 랭킹을 개최하였다. 그리고 한국판에서 2ndMIX와 3rdMIX의 일어 가창곡은 여기에서도 삭제되었다.
- beatmania 4thMIX -the beat goes on- (1999년 4월)

완전히 신곡만으로 23곡을 수록한 버전으로 신곡에는 컨슈머판 GOTTAMIX에서 선행 수록된 곡이나 댄스 댄스 레볼루션 시리즈의 곡도 있다. 곡 뿐만 아니라 인터페이스 디자인도 바뀌었으며, 표기 난이도가 6단계에서 7단계로 늘어났다. 실제 난이도도 전반적으로 높아졌다고 평가받는다.
- beatmania 5thMIX -Time to get down- (1999년 9월)

4th의 곡과 신곡 25곡으로 모두 44곡이 수록되었다. 신곡 중에는 비트매니아 IIDX 시리즈나 도시바 EMI의 댄스매니아 컴필레이션의 곡도 있다. 곡 수가 많아짐에 따라 선곡 화면이 곡 목록 형식으로 바뀌었으며, HI-SPEED, SUDDEN 옵션이 추가되었다. 한국에 정식출시된 마지막 비트매니아 시리즈이며, 한국판에서 원판과 달라진 점이 많은 시리즈. 한국판의 특징은 원판에서는 completeMIX2에서야 추가된 HI-SPEED 2/3이 추가되었으며, 게이지 방식이 다른 시리즈와는 달리 꽉 차있는 게이지에서 잘못 연주했을 경우 게이지가 떨어지며 이때 제대로 연주했을 시에 게이지가 다시 차고, 게이지가 다 떨어지면 게임오버가 되는 서바이벌 방식(이후 비트매니아 IIDX 시리즈에 나온 HARD 게이지와 유사한 방식)의 게이지이다. 한국판 4thMIX에서는 수록되어 있는 곡인 KAKATTEKONKAI가 이 버전의 한국판에서는 삭제되어 있으며, 또한 댄스매니아 컴필레이션 판권곡 중에서 TOTAL RECALL이 판권 계약상의 문제로 삭제되어 있다.
- beatmania completeMIX 2 (2000년 1월)

4thMIX에서 5thMIX까지의 거의 모든 곡과 completeMIX의 인기곡 10곡, 그리고 신곡 10곡으로 모두 65곡을 수록한 버전이다. 다양한 추가 어나더 채보도 수록되었는데, 기존의 어나더와는 달리 약간의 어레인지가 이루어졌다. 비트매니아 IIDX처럼 왼쪽 스크래치를 이용하는 1P-CENTER PLAY, 더블 모드에서 패널을 가운데에 표시하는 모드인 IIDX-DOUBLE 모드가 추가되었다. 또한 HI-SPEED를 3단계로 조정할 수 있도록 바뀌었으며 MIRROR과 RANDOM이 표준 옵션이 되었다.
- beatmania ClubMIX (2000년 3월)

일본의 클럽 뮤직을 테마로 한 버전. 외부 아티스트에 의한 곡, 유명한 노래의 리믹스 등 신곡 21곡과 completeMIX 2에서 추가된 곡 10곡으로 모두 31곡이 수록되어 있다. 게임 인터페이스는 지금까지와는 다르게 밝은 색이 많이 사용되었다. completeMIX 2와 거의 동시에 개발된 탓에 1P-CENTER이나 IIDX-DOUBLE 등 completeMIX 2에서 추가된 일부 옵션은 선택할 수 없다.
- beatmania featuring DREAMS COME TRUE (2000년 6월)

일본의 밴드 DREAMS COME TRUE의 곡 18곡이 수록된 버전. 시리즈 중에서 가장 희귀하며, 공식 사이트도 만들어지지 않았다.
- beatmania CORE REMIX (2000년 11월)

2ndMIX 곡의 어레인지를 테마로 한 버전. 2ndMIX의 곡 13곡과 그 곡을 리믹스한 곡 16곡, 그리고 오리지널 10곡으로 모두 39곡이 수록되어 있다. 또한 ClubMIX에서 채택되지 않았던 CENTER PLAY와 IIDX-DOUBLE 모드가 부활했다. 점수 체계가 20만점 만점으로 환원되었으며 GOOD을 내도 콤보가 이어지도록 바뀌었다.
- beatmania 6thMIX -THE UK UNDERGROUND MUSIC- (2001년 7월)

2년만의 숫자 시리즈로, 영국의 클럽 뮤직 아티스트들의 곡이 많이 수록되었다. 수록곡은 모두 27곡. CORE REMIX 이전까지의 저난이도 모드 / 고난이도 모드 체계를 하나로 통합해 하나의 모드에서 3가지의 난이도를 고를 수 있는 방식으로 바뀌었다. 또한 고난이도 모드인 EXPERT+가 추가되었는데, 모두 고난이도 곡으로 10스테이지로 구성되어 있다.
- beatmania 7thMIX -keepin' evolution- (2002년 1월)

전작의 곡에 신곡 32곡이 추가되어 모두 59곡이 수록되었고, 이 중에는 에이벡스 등의 외부 레이블 아티스트들의 곡이 수록되기도 했다. 비트매니아 IIDX처럼 검은 건반의 노트가 내려오는 라인과 하얀 건반의 노트가 내려오는 라인이 분리되는 세퍼레이트 프레임, 정해진 구간 안에서 턴테이블을 한 바퀴 돌리는 1회전 스크래치 등이 추가되었다.
- beatmania THE FINAL (2002년 7월)

비트매니아 시리즈의 마지막 작품. 이전 시리즈에서 인기있었던 곡과 다른 비마니 게임 곡의 이식, 그리고 THE FINAL 독자적인 악곡 등 180여곡을 수록하고 있다. 그러나 곡이 많아진 탓에 기계 용량의 한계로 애니메이션은 정지 영상이 박자에 맞춰 움직이는 정도로 축소되었다. 한편 THE FINAL 발매 전에 인기곡 투표가 있었는데, 1위는 3rdMIX에 수록된 Super Highway였다.

### 플레이스테이션용
- 플레이스테이션용의 beatmania 시리즈는 특이한 구동방식을 사용하는데, 타이틀에 APPEND가 붙어있는 게임은 그 단독으로는 실행할 수 없고 키 디스크를 사용해야 구동할 수 있다. 키 디스크는 맨 처음에 발매된 beatmania와 BEST HITS, DREAMS COME TRUE, THE SOUND OF TOKYO, 6thMIX+CORE REMIX이다. 또한 4thMIX 이후의 시리즈를 beatmania->3rdMIX, GOTTAMIX 순서로 구동하면 BONUS EDIT를 플레이할 수 있다. BONUS EDIT에는 가정용 오리지널 곡이나 추가 어나더 채보 등이 있다.
- beatmania / beatmania APPEND YebisuMIX(1998년 10월 1일)

아케이드판 2ndMIX의 이식판으로 YebisuMIX와 2장 구성으로 발매되었다. YebisuMIX에는 Hirata Tomoki의 곡이나 도고 히로유키(Togo)의 곡 등 7곡이 수록되었고 이후 시리즈에서 보컬로서 활약한 신타니 사나에(Sana)가 최초로 참여하였다.
- beatmania APPEND 3rdMIX (1998년 12월 23일)

아케이드판 3rdMIX의 이식판. 3rdMIX에서 추가된 콤보 시스템이나 EXPERT의 서바이벌 게이지, 그리고 어나더 버전 등은 이식되지 않았다. 어나더 버전은 4thMIX의 BONUS EDIT에서야 추가되었다.
- beatmania APPEND GOTTAMIX (1999년 5월 27일)

첫 번째 컨슈머 오리지널 소프트로, 모두 19곡이 수록되었다. 가정용 시리즈의 사운드 프로듀서인 가쿠타 도시유키(L.E.D.)가 처음으로 참여했다.
- beatmania APPEND 4thMIX (1999년 9월 4일)

아케이드판 4thMIX의 이식판으로, BONUS EDIT에는 completeMIX의 추가 곡과 추가 어나더 채보가 수록되었다. 컨슈머판 독자적인 인터넷 랭킹이 최초로 시행되었다.
- beatmania APPEND 5thMIX (2000년 3월 2일)

아케이드판 5thMIX의 이식판으로, 5thMIX의 신곡뿐 아니라 아케이드판에 수록된 4th 곡도 수록되었다. BONUS EDIT에는 컨슈머판 추가곡 5곡이 수록되었다.
- beatmania BEST HITS (2000년 7월 27일)

플레이스테이션판 beatmania~5thMIX, GOTTAMIX의 수록곡 중 인기 투표로 선정된 곡이 수록된 버전.
- beatmania featuring DREAMS COME TRUE (2000년 7월 27일)

아케이드판 DREAMS COME TRUE의 이식. 코나미 작곡가가 리믹스한 3곡 중 2곡이 수록되지 않았다.
- beatmania APPEND GOTTAMIX2 -Going Global- (2000년 9월 7일)

GOTTAMIX에 이은 두 번째 컨슈머 오리지널 소프트로, 세계 각지의 다양한 음악을 테마로 하고 있다. 외부 라이선스 곡도 많이 수록되어 있기 때문에 사운드 트랙 앨범의 발매가 지연되기도 했다. 수록곡 중 NORTH 등 3곡이 IIDX 4th Style에 이식되었다.
- beatmania APPEND ClubMIX (2000년 12월 21일)

아케이드판 ClubMIX의 이식판. BONUS EDIT에는 아케이드판 completeMIX2의 추가 어나더 중 GOTTAMIX2에 수록되지 않은 곡, GOTTAMIX2의 엔딩곡 등이 수록되었다.
- beatmania THE SOUND OF TOKYO (2001년 3월 29일)

readymade 레이블의 고니시 야스하루가 사운드 프로듀스를 한 버전이다.
- beatmania 6thMIX+CORE REMIX (2002년 1월 26일)

아케이드판 6thMIX, CORE REMIX의 커플링 소프트로, 6thMIX와 CORE REMIX의 수록곡(CORE REMIX에 수록된 2ndMIX 곡 제외)을 모두 수록하고 있으며 게임 인터페이스는 6thMIX의 인터페이스를 따른다. 또한 왼쪽 스크래치 대응, 오리지널 익스퍼트 코스, 세퍼레이트 프레임 등 비트매니아 IIDX에 익숙한 플레이어들을 위한 다양한 옵션도 추가되었다. 이후 7thMIX와 THE FINAL의 플레이 스테이션 이식 계획은 없다.

### 플레이스테이션 2용
- beatmania US
  - 미주 지역에서만 발매된 게임으로, 5키 beatmania와 7키 beatmania IIDX 모드를 모두 수록하고 있다. 게임의 인터페이스는 beatmania IIDX 9th Style을 따르고 있다.

### 게임보이 컬러용
- beatmania GB (1999년 3월 11일)

2ndMIX, YebisuMIX, 3rdMIX의 10곡과 오리지널 곡 10곡으로 구성되어 있다. 개발은 코나미 컴퓨터 엔터테인먼트 고베에서 진행되었고 같은 회사에서 개발한 ‘라쿠카키즈’의 곡이 수록되었다.
- beatmania GB2 갓챠믹스 (1999년 11월 25일)

GOTTAMIX의 5곡과 일본 가요등의 20곡으로 구성되어 있다. 개발사는 코나미 컴퓨터 엔터테인먼트 재팬.
- beatmania GB 갓챠믹스2 (2000년 9월 28일)

수록곡은 일본의 가요나 애니메이션 테마 등을 포함하여 25곡.

### 원더스완용
- beatmania for WonderSwan (1999년 4월 28일)

3rdMIX로부터 11곡이 이식되었는데, 휴대용 게임기로서는 특이하게 원음이 그대로 수록되었다.

## 주요 아티스트
- 나구모 레오 (dj nagureo, N.A.R.D, reo-nagumo, Tiger YAMATO) : 초대~4th의 사운드 프로듀서이다.
- 히로시 와타나베 (QUADRA, Nite System, DJ FX, DJ Mazinger 등)
- 후지 다케히코 (SLAKE, SPARKER 등) : 4th~6th의 사운드 프로듀서로, 시리즈가 끝난 후에 IIDX 시리즈의 사운드 디렉터로 참여했다.
- 오사무 미기테라 (Positive MA, D-crew, Des-ROW) : 6th~THE FINAL의 사운드 프로듀서로, 팝픈뮤직 시리즈에도 참여했다.
- 야마자키 고이치 (RAM 등)
- 마에다 나오키 (NAOKI, N.M 등)
- 스기모토 기요타카 (DJ Simon)
- 이시카와 다카유키 (dj TAKA, D.J.SETUP)

이 외에도 많은 아티스트들이 beatmania 시리즈의 음악에 참여했다.